# Alberto Ricardo Mondlane
Alberto Ricardo Mondlane é um político moçambicano que foi reitor da Academia de Ciências Policiais (ACIPOL) até Outubro de 2010, quando foi nomeado Ministro do Interior pelo então presidente Armando Guebuza.. Foi nomeado governador da província de Manica pelo presidente Filipe Nyusi em Janeiro de 2015, tendo transitado para governador da vizinha província de Sofala em Agosto de 2018 para sanar uma nomeação inconstitucional nesta província.
Alberto Mondlane foi ouvido em Fevereiro de 2022 como declarante no julgamento do caso das Dívidas Ocultas, devido à sua posição de Ministro do Interior na altura em que as dívidas foram ilegalmente contraídas.